# Quenelle (gesto)

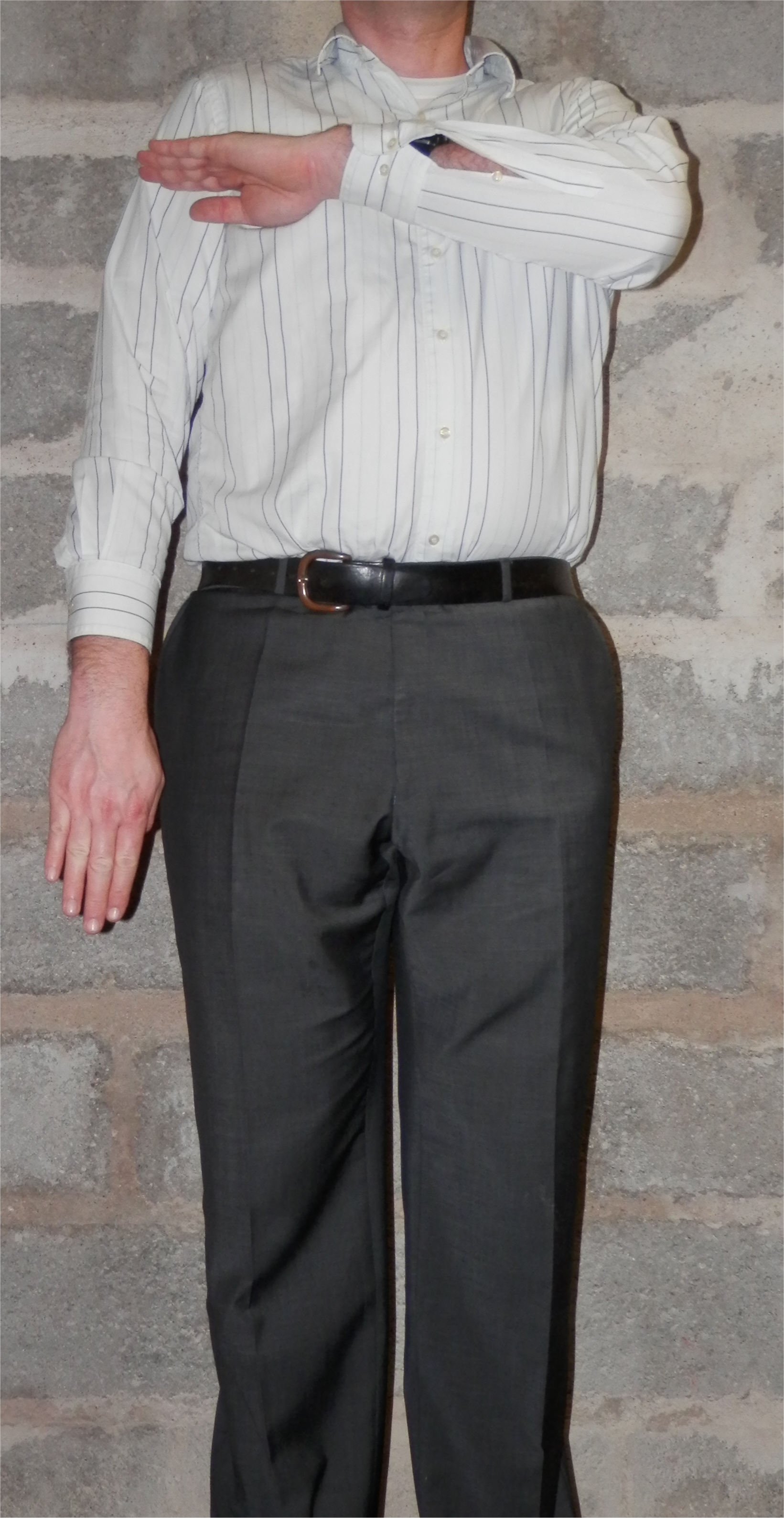
Persona haciendo la quenelle.

La quenelle (pronunciación en francés: /kə.nɛl/) es un gesto que se realiza apuntando un brazo hacia abajo en diagonal con la palma de la mano boca abajo, mientras se toca el hombro con la mano contraria.
Al activista político y comediante francés Dieudonné M'bala M'bala se le acredita haber creado y popularizado el gesto, el cual usó por primera vez en 2005 en su sketch llamado 1905 sobre el secularismo francés, y desde entonces ha sido usado en distintos contextos.

## Origen
La palabra «quenelle» viene de un plato de albóndigas de pescado alargadas del que se dice se asemeja a un supositorio. Por eso, la frase «mettre une quenelle» («meter una quenelle»), con un gesto que simula la práctica del fisting, es similar al inglés «up yours». El brazo extendido se refiere a la longitud del brazo que se introduciría en el ano del otro.
Dieudonné usó por primera vez el gesto de la quenelle en su show 1905, de 2005. La primera vez que Dieudonné usó el gesto en un contexto político fue en su póster de campaña de la elección europea de 2009 del «partido antisionista», manifestó que su intención era «meter una quenelle en el culo del sionismo».
Dieudonné lo describió como «un tipo de gesto up yours para el establecimiento con una dimensión en el culo». Pero es una quenelle, así que es un poco más suave, menos violento". Sin embargo, líderes judíos, supuestos grupos de antirracismo y oficiales públicos lo describen como un saludo casi nazi y una expresión de antisemitismo.
Dieudonné se describe como un antisionista, no un antisemita, y declaró que demandará a un conjunto de periodistas y personalidades que compararon la quenelle con un saludo nazi, el más notable Alain Jakubowicz, presidente de la LICRA, quien dijo que la quenelle era «un saludo nazi invertido que simboliza la sodomía de las víctimas del Shoah». Las autoridades francesas han dicho que el gesto es demasiado vago para emprender medida alguna contra Dieudonné. Sin embargo, una circular oficial de enero de 2014 emitida por el Ministerio del Interior relacionó la quenelle con el antisemitismo y el extremismo.
En otros países tampoco está del todo regularizado por ley. En 2017, el Tribunal Supremo de Suiza condenó a un par de personas que habían practicado la quenelle delante de una sinagoga, entendiendo que en este caso se trataba de un gesto antisemita y una expresión de odio. A su vez, el derecho penal alemán de simbología anticonstitucional no ha incluido el gesto hasta la fecha entre los supuestos punibles.